# Paweł Antoni Fontana
Paweł Antoni Fontana, wł. Paolo Antonio Fontana (ur. 28 października 1696 w Castello Valsolda nad jeziorem Lugano, zm. 17 marca 1765 w Zasławiu na Wołyniu) – czołowy architekt doby późnego baroku w Polsce, pochodzący z regionu jezior Como (Lombardia, Włochy) i Lugano (Ticino, Szwajcaria), z którego wywodzą się najwybitniejsi Komaskowie epoki baroku, architekt nadworny rodu Sanguszków, autor kościołów, zespołów klasztornych, przebudów założeń pałacowych, głównie na Lubelszczyźnie i Wołyniu.

## Życie i działalność
Urodził się w niewielkiej miejscowości na pograniczu włosko-szwajcarskim, kształcił się w północnych Włoszech, przede wszystkim w Turynie. Dla Sanguszków (najpierw dla Pawła Karola Sanguszki, a następnie dla wdowy po nim Barbary z Duninów) pracował od ok. 1733, przygotowując dla nich przebudowy założeń pałacowych w Lubartowie i Zasławiu na Wołyniu. Znany przede wszystkim jako autor obiektów sakralnych – kościołów w Rawie Ruskiej, Lubartowie, Włodawie, Chełmie, czy Wielkiej Synagogi we Włodawie. Był architektem kilku założeń klasztornych, m.in. we Lwowie i Lublinie.
Głównym przedmiotem jego zainteresowań twórczych była integracja przestrzeni i bryły w celu ujednolicenia wnętrza budowli. Połączenie planów podłużnego z centralnym było „odwiecznym marzeniem architektów”, jak pisze Mariusz Karpowicz w książce Sztuka polska XVIII wieku.

## Obiekty zrealizowane przez Pawła Fontanę
- 1725 – Rawa Ruska, zespół klasztorny oo. Reformatów pw. św. Michała Archanioła,
- lata 30. XVIII w. – Lubartów, przebudowa Pałacu Sanguszków,
- 1733–1738 – Bazylika św. Anny w Lubartowie
- 1735–1756 – Bazylika Narodzenia Najświętszej Maryi Panny w Chełmie, dawna katedra unicka
- 1737–1741 – Kościół św. Wawrzyńca i klasztor kapucynów w Lubartowie
- 1738–1750 – Kościół rektoralny św. Andrzeja Apostoła w Chełmie
- 1741–1780 – kościół oo. Paulinów pw. św. Ludwika we Włodawie,
- 1742 – kościół pw. św. Eliasza i klasztor karmelitów trzewiczkowych w Lublinie,
- 1743–1755 – Kościół Niepokalanego Poczęcia Najświętszej Maryi Panny w Ostrowie Lubelskim,
- 1748–1770 – Lwów, Łyczaków, Kolegium Pijarskie dla szlachetnie urodzonych,
- 1749–1751 – Zasław, kościół i klasztor oo. Misjonarzy pw. św. Józefa, w tym projekt ołtarzy,
- 1753–1763 – Kościół Rozesłania św. Apostołów w Chełmie dawniej oo. pijarów,
- 1753 – Zasław, kościół oo. Bernardynów pw. św. Michała Archanioła,
- 1754–1756 – Zasław, kościół farny pw. św. Jana, remont,
- 1755–1770 – przebudowa pałacu Sanguszków w Zasławiu,
- 1758–1779 – kościół klasztorny dominikanów w Winnicy,
- 1764–1774 – Wielka Synagoga we Włodawie
- 1770–1780 – Kościół św. Jana Jałmużnika w Orchówku.

## Galeria

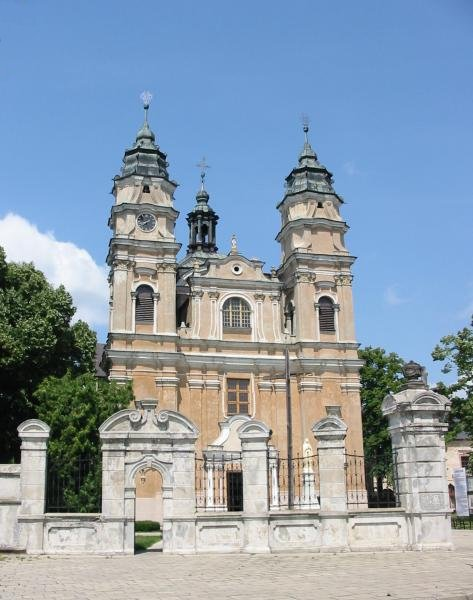
Włodawa - kościół oo. Paulinów pw. św. Ludwika
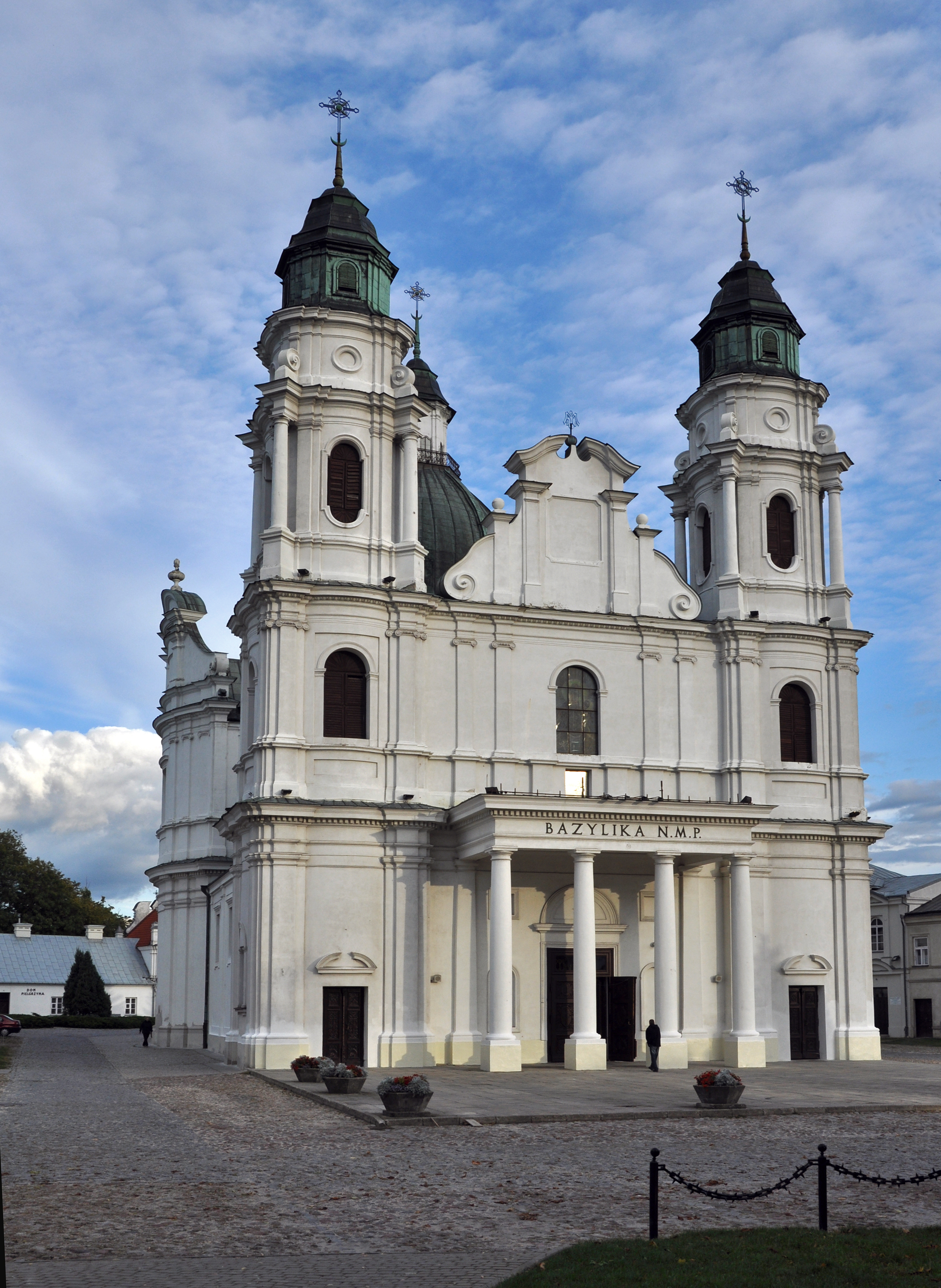
Chełm - Bazylika Narodzenia NMP
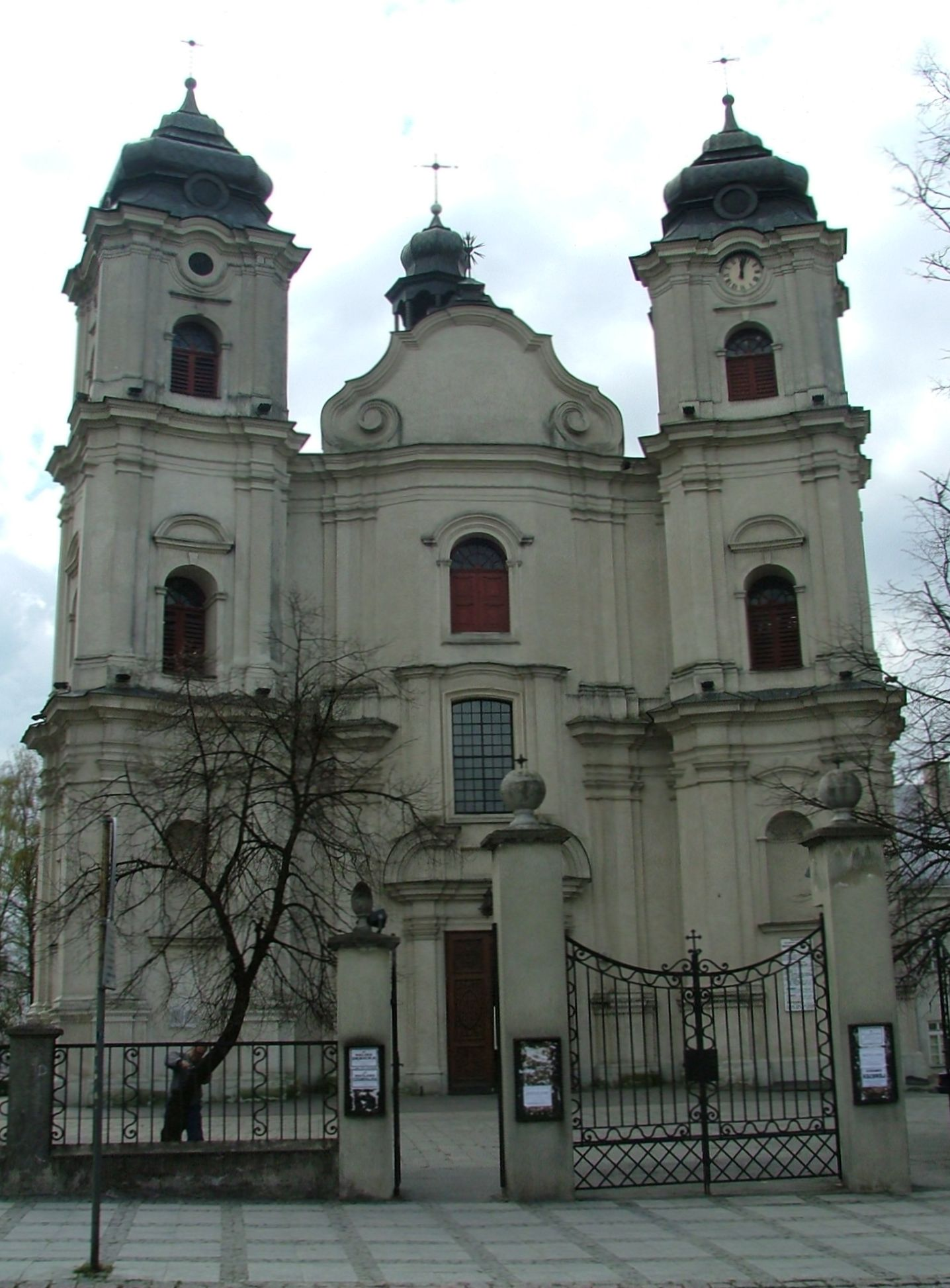
Chełm - kościół oo. Pijarów pw. Rozesłania Apostołów
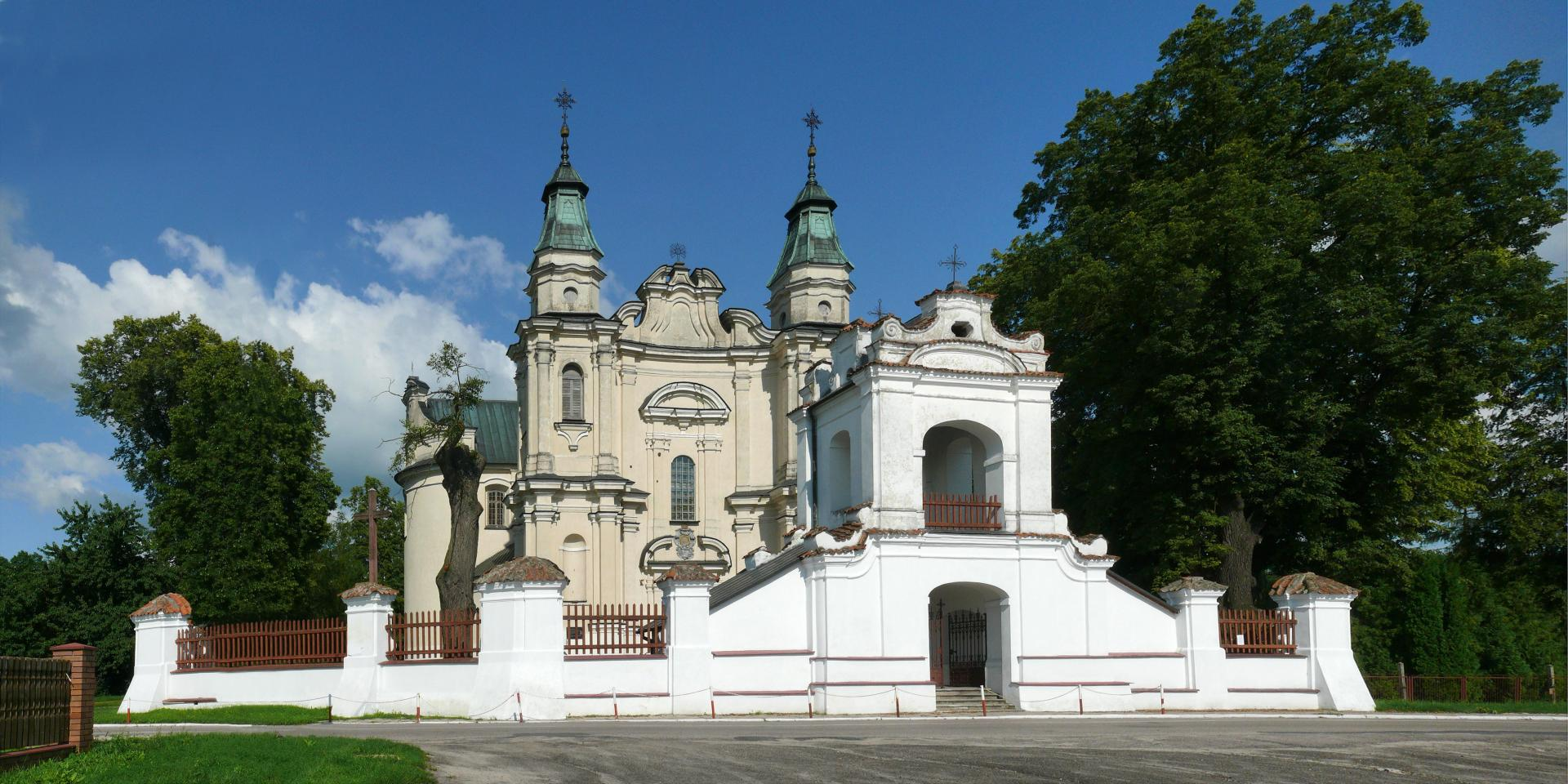
Ostrów Lubelski - kościół
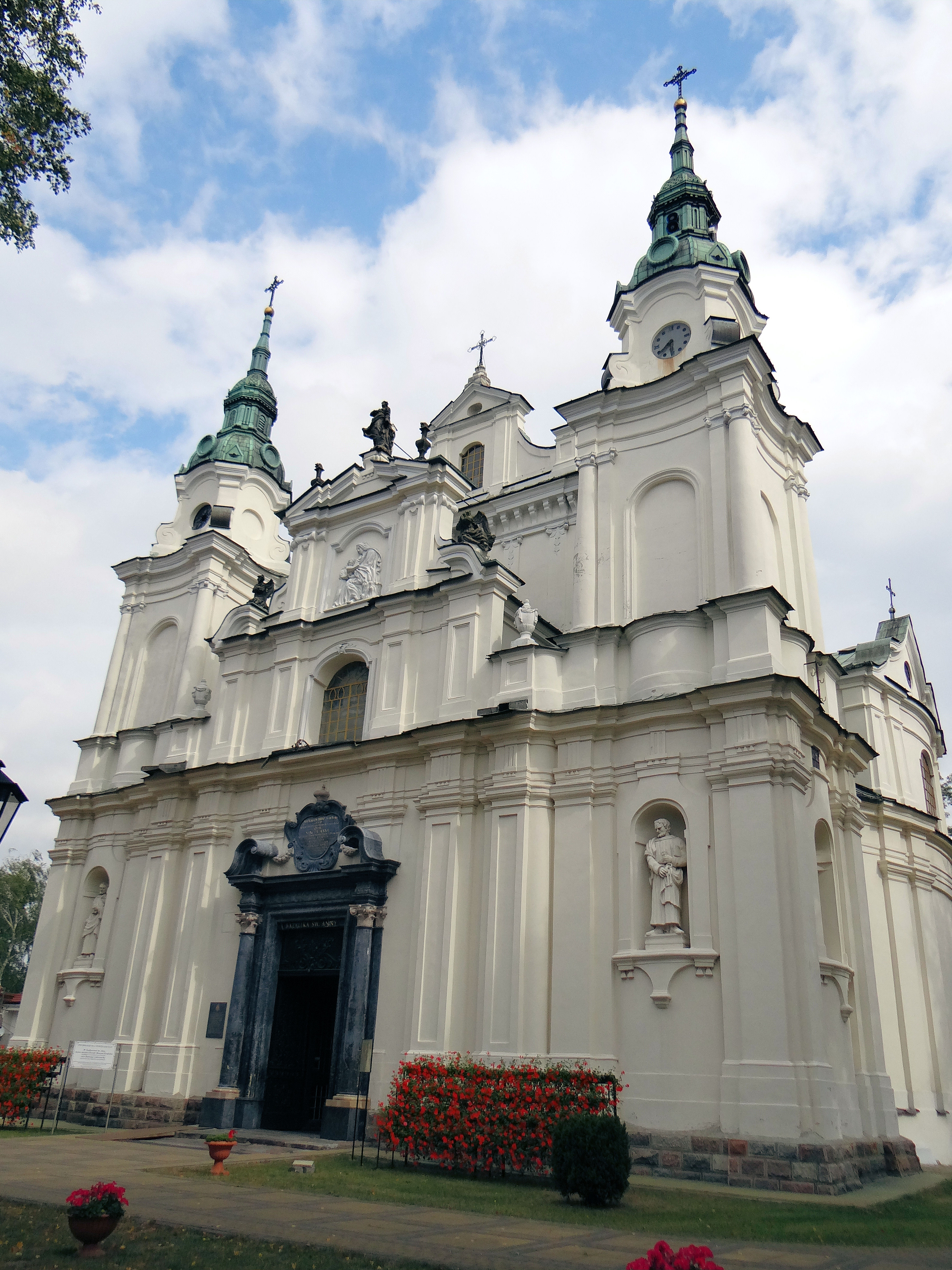
Lubartów - kościół św. Anny
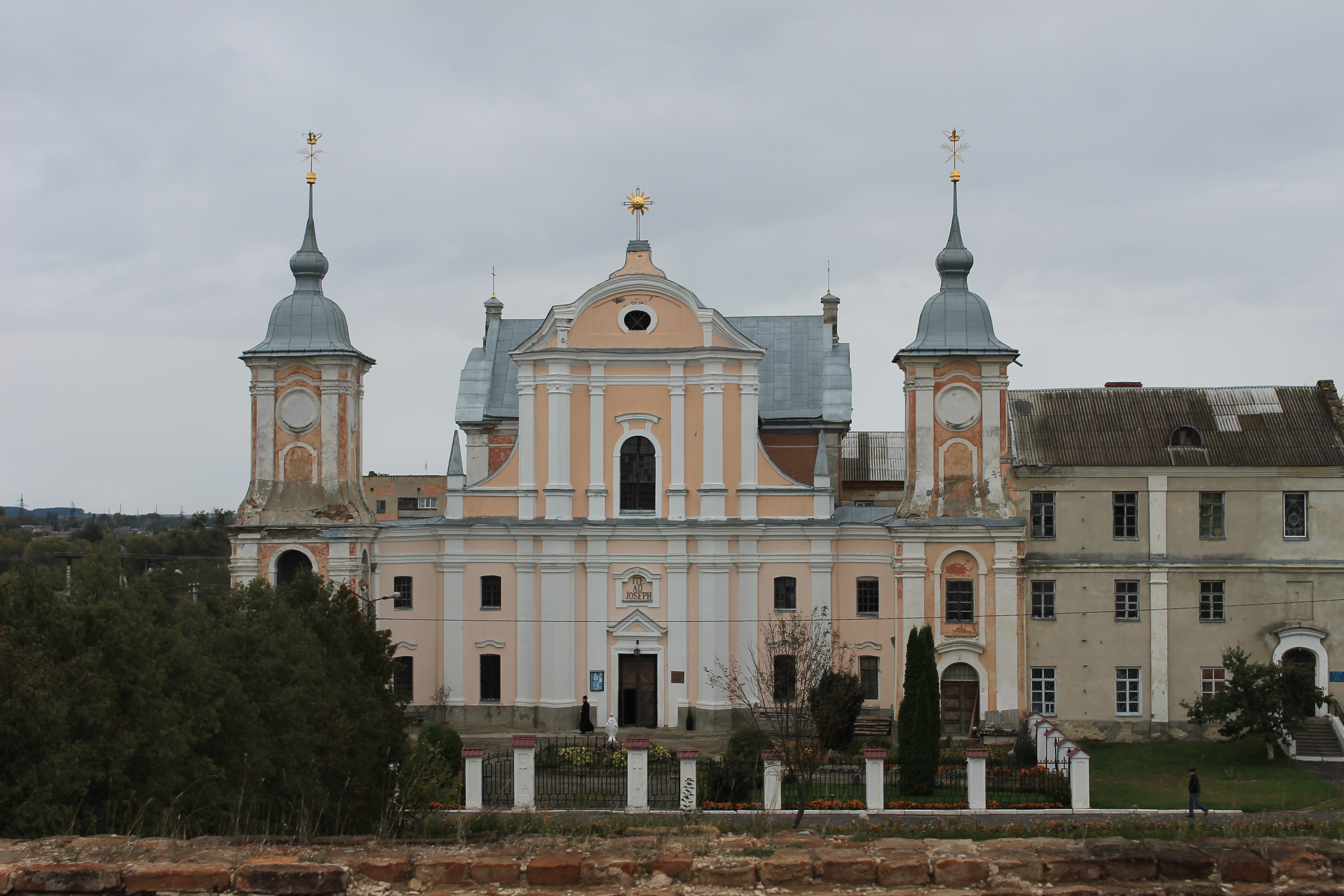
Zasław - kościół
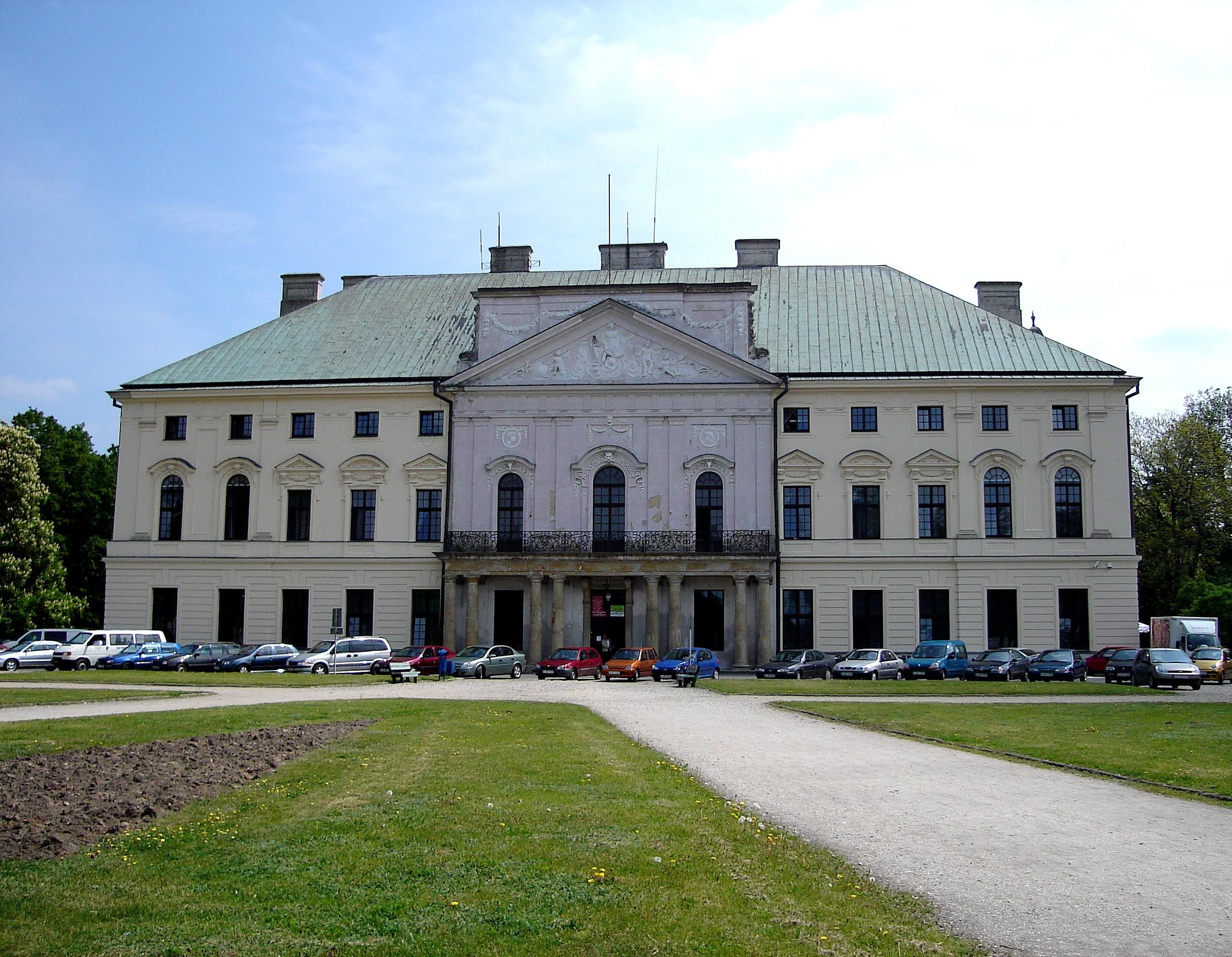
Lubartów - Pałac Sanguszków
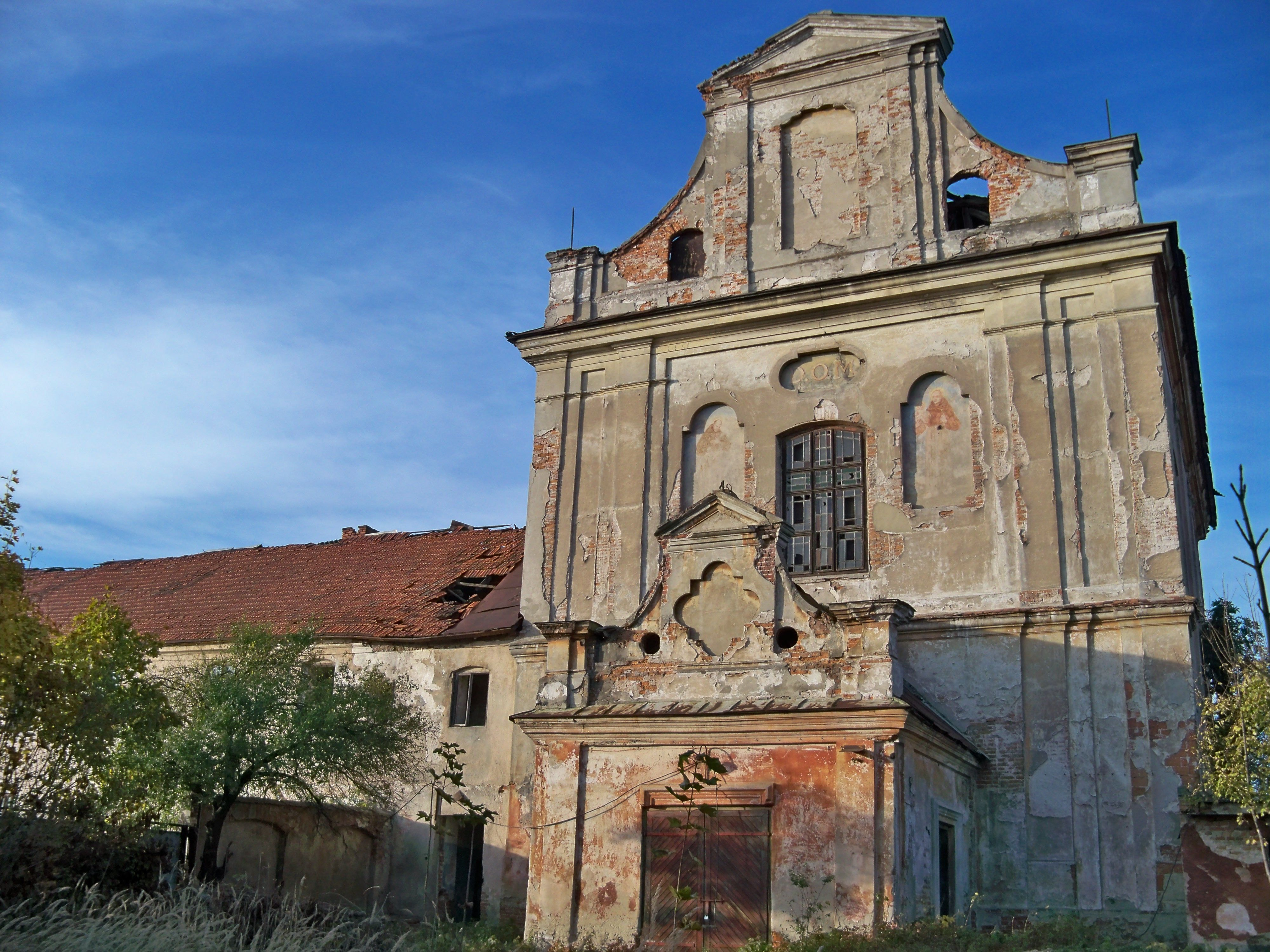
Rawa Ruska - zespół klasztorny oo. Reformatów